# Бомон сир Венжан
Бомон сир Венжан (фр. Beaumont-sur-Vingeanne) насеље је и општина у источном делу централне Француске у региону Бургундија-Франш-Конте, у департману Златна обала која припада префектури Дижон.
По подацима из 2011. године у општини је живело 191 становника, а густина насељености је износила 16,3 становника/km². Општина се простире на површини од 11,72 km². Налази се на средњој надморској висини од 245 метара (максималној 268 m, а минималној 206 m).

## Демографија
| 1962. | 1968. | 1975. | 1982. | 1990. | 1999. | 2011. |
| ----- | ----- | ----- | ----- | ----- | ----- | ----- |
| 155   | 161   | 161   | 188   | 193   | 163   | 191   |

График промене броја становника у току последњих година